# رالف آشر آلفر
رالف آشر آلفر (به انگلیسی: Ralph Asher Alpher)(زادهٔ ۳ فوریه ۱۹۲۱ در واشینگتن، دی. سی.، ایالات متحده آمریکا – درگذشتهٔ ۱۲ اوت ۲۰۰۷ در آستین، تگزاس، ایالات متحده آمریکا) یک کیهان‌شناس آمریکایی بود.